# Lake Tekapo

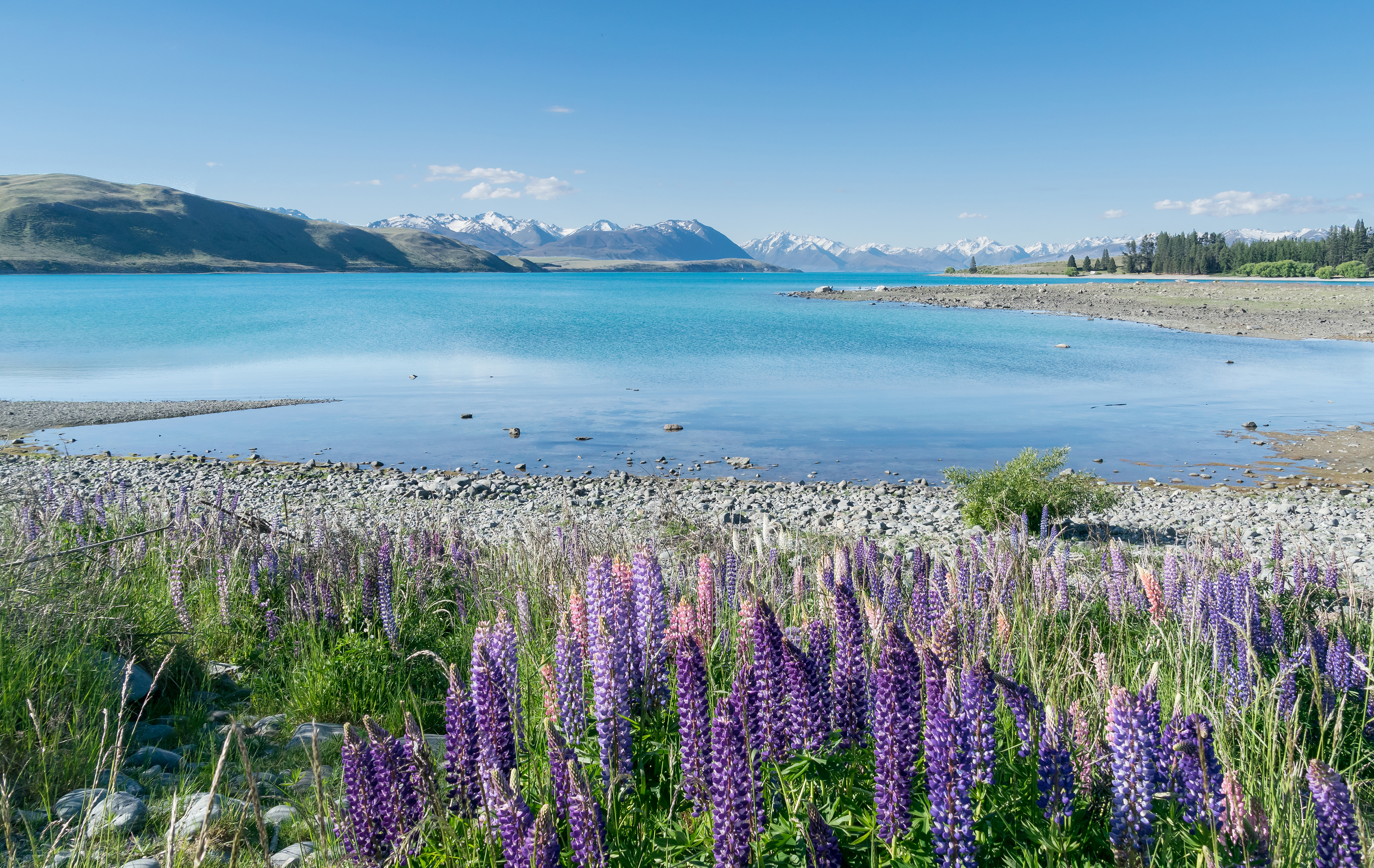
Lake Tekapo

Lake Tekapo är en sjö på centrala Sydön i Nya Zeeland. Den går i nord-sydlig riktning och bildar tillsammans med Lake Pukaki och Lake Ohau tre parallella sjöar i avrinningsområdet Mackenzie Basin. 
Lake Tekapo täcker ungefär 87 km² och är belägen 700 meter över havet. Medeldjupet är 69 meter och maxdjupet mäter 120 meter.
Sjöns norra inflöde, Godley River, rinner ner från Sydalperna som ligger längre norrut. Lake Tekapo är ett populärt resmål för turister och flera hotell finns i byn Lake Tekapo vid sjöns södra ände, där även Lake Tekapo Regional Park ligger.
Ett astronomiskt observatorium, Mount John University Observatory, finns i närheten, liksom en kyrka, Church of the Good Shepherd, belägen alldeles intill sjön.

## Galleri

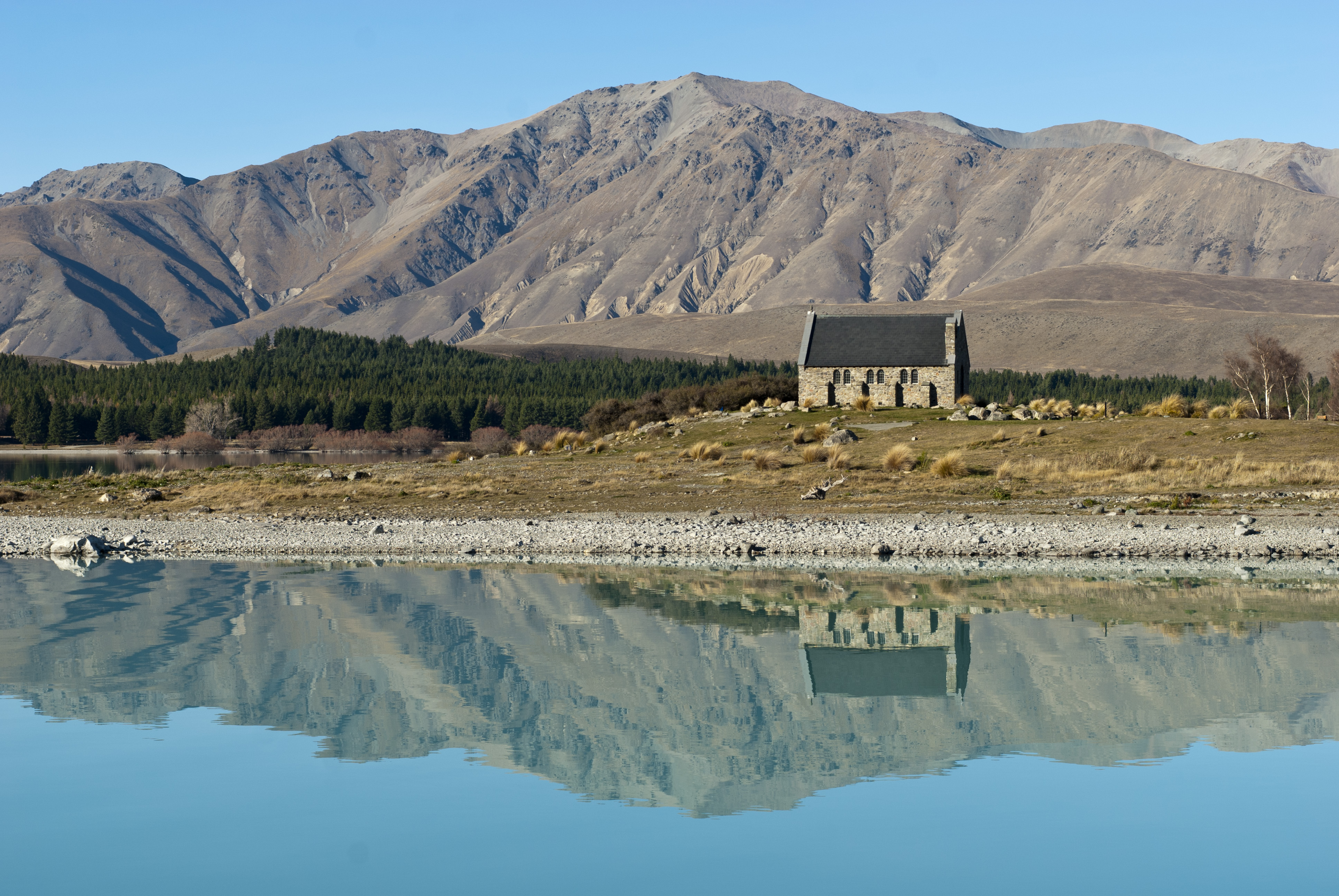
Church of the Good Shepherd, 2011
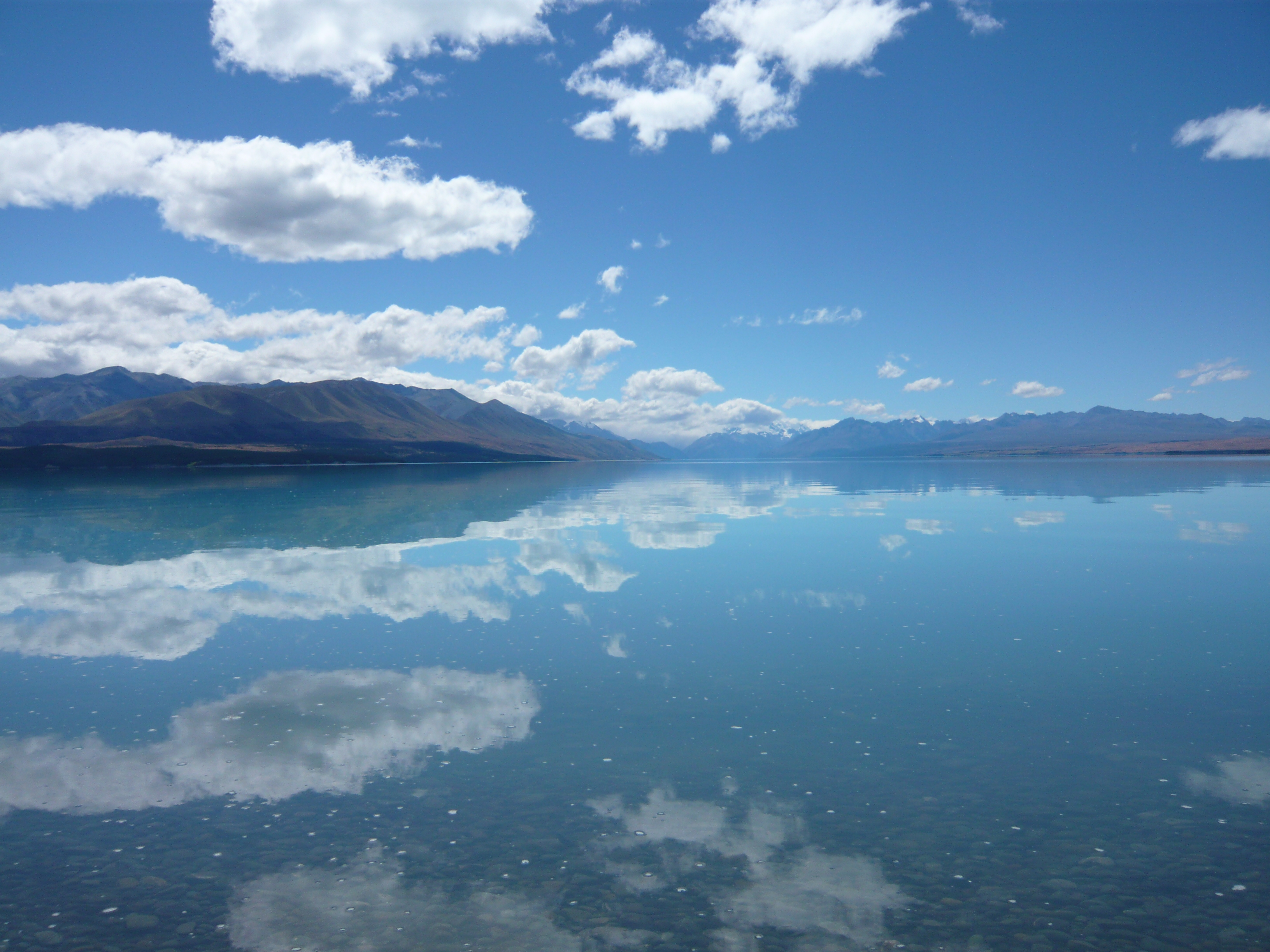
Sjön söderifrån, 2009
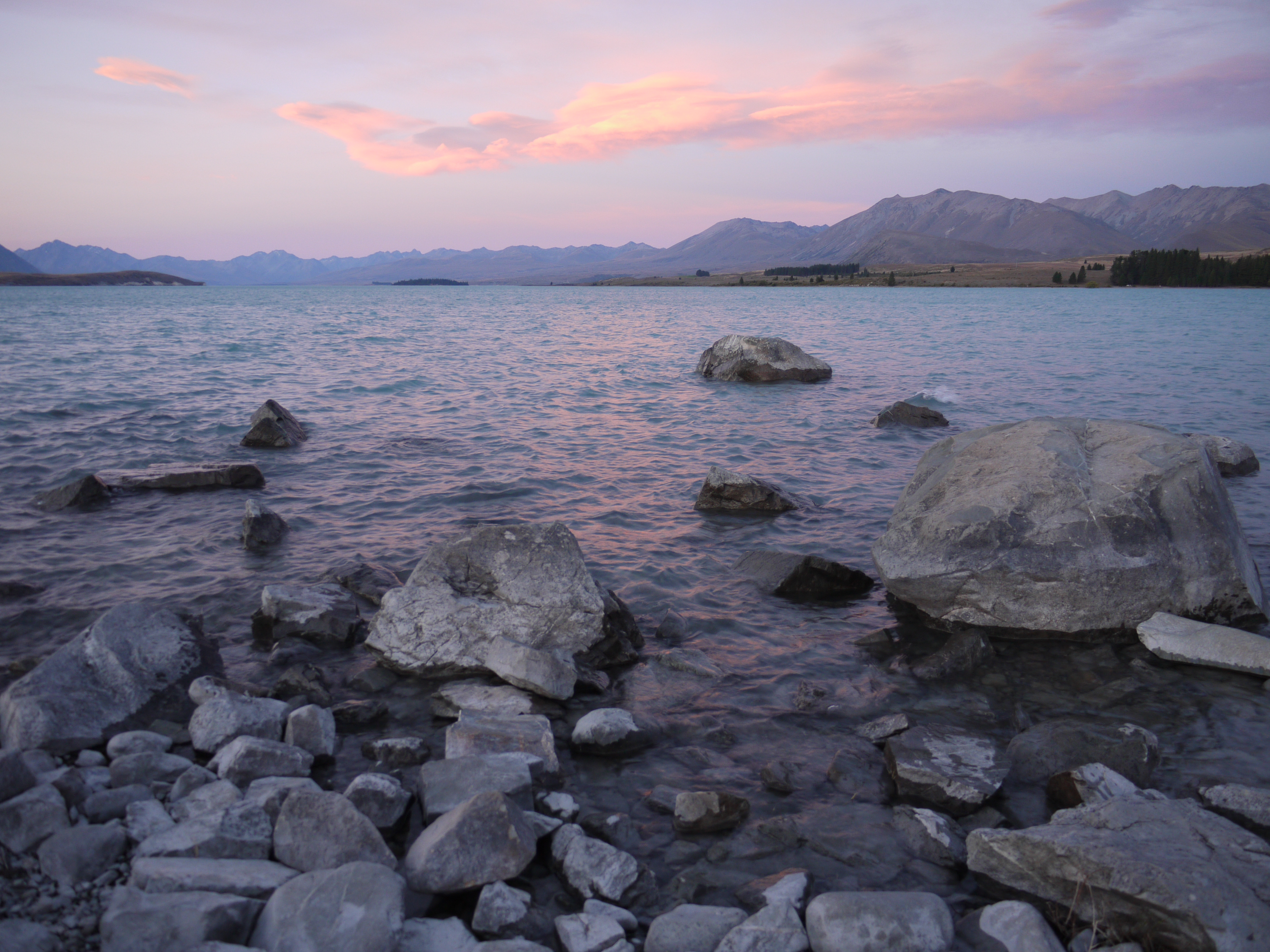
Solnedgång över Lake Tekapo, 2010
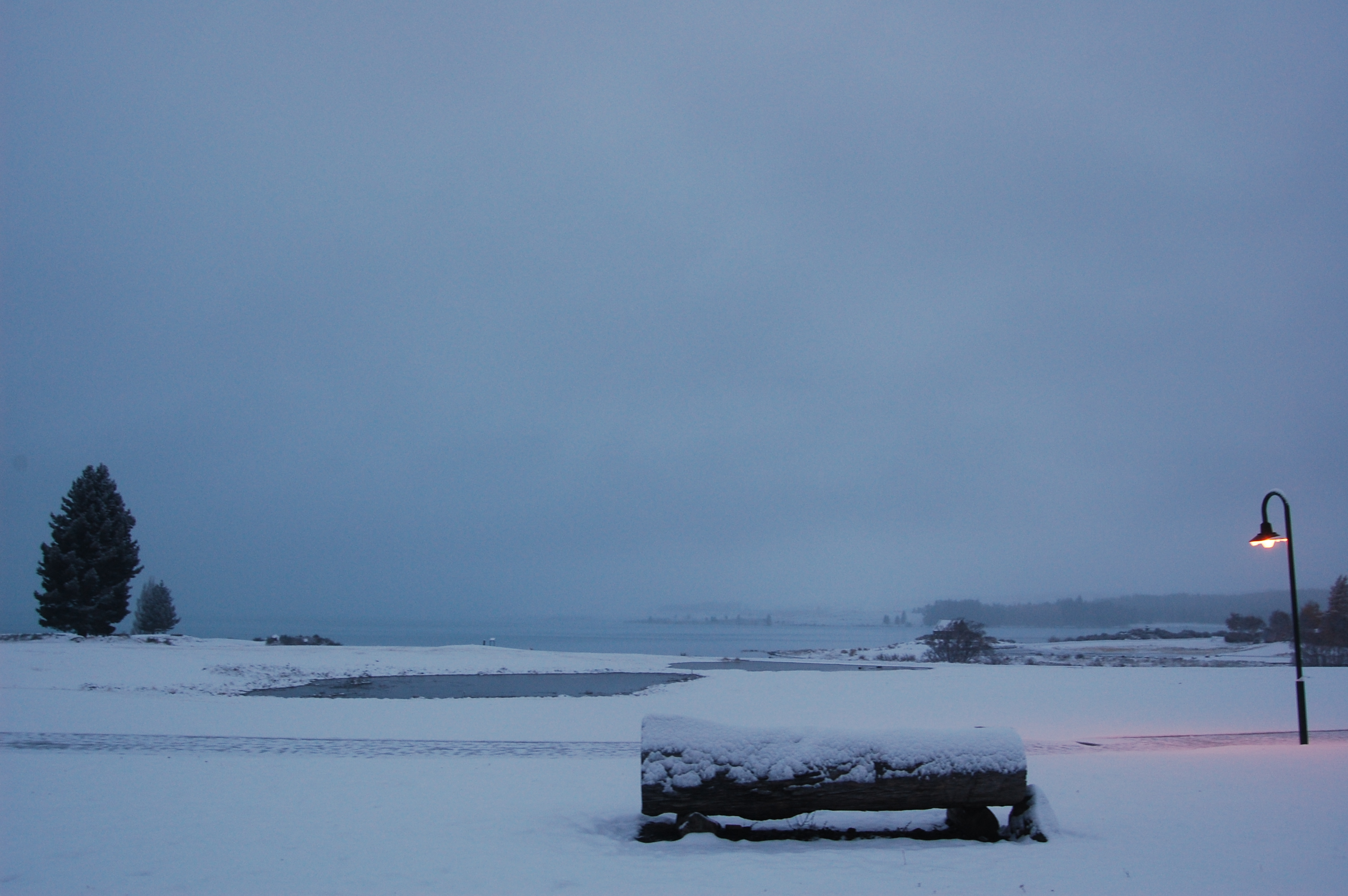
Sjön i vinterskrud, 2010
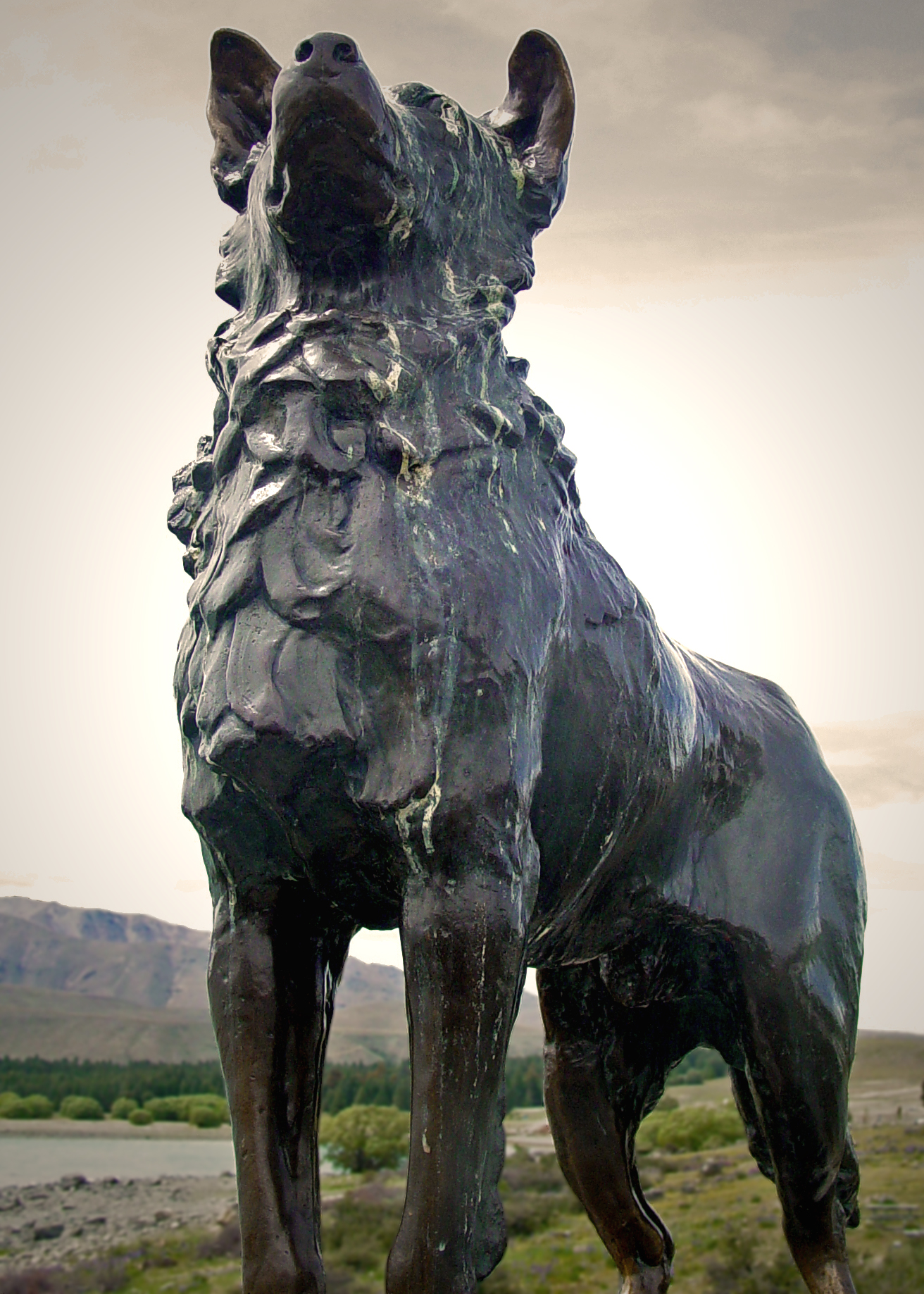
Ett minnesmärke vid Lake Tekapo över en vallhund. Djuret hjälpte fåraherdar och hade en viktig funktion i området under 1800-talet[1].
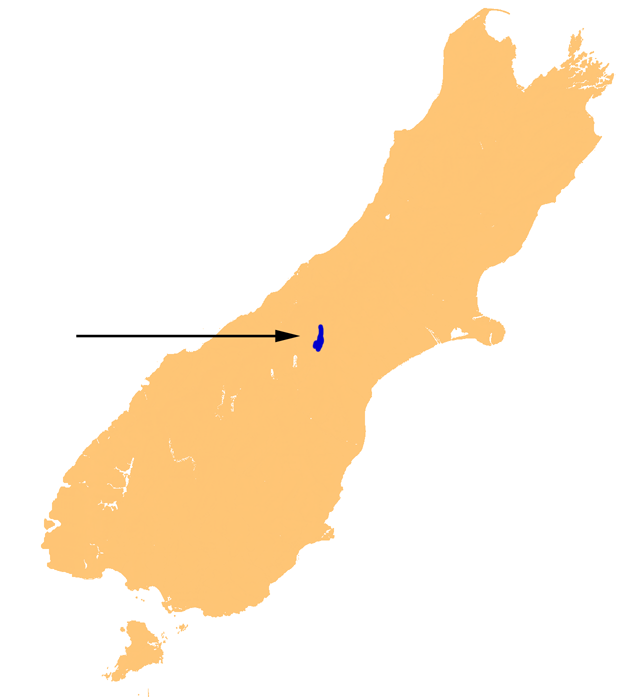
Lake Tekapos läge på Sydön i Nya Zeeland